# Château de Perricard
Le château de Perricard est situé à Perricard, sur le territoire de la commune de Montayral, dans le département français de Lot-et-Garonne, en région Nouvelle-Aquitaine.

## Histoire

### Les seigneurs et propriétaires du château de Perricard
Les premiers seigneurs connus de Perricard sont les Raffin, famille originaire du Rouergue. Pierre de Raffin, damoiseau, est qualifié de seigneur de Perricard, vers 1400, marié en secondes noces, en 1420, avec Catherine de Cuzorn qui lui a peut-être amené la terre de Perricard qui n'est pas éloignée de Cuzorn. Du premier mariage de Pierre de Raffin avec Carlie de La Malterre, sont nés plusieurs enfants, dont Amanieu de Raffin, seigneur de Perricard et d'Hauterive, marié à Bernarde de Parazoles, dont il eut un fils, Armand Ier de Raffin, lui-même marié en 1477 à Jeanne de la Tour de Reyniès, sœur aînée de Florette de La Tour, fille de Jacques de la Tour, seigneur de Reyniès et de Puycalvary, et d'Antoinette de Grimoard, dame de Puycalvary, qui a amené la terre de Puycalvary dans la famille Raffin. De cette union sont nés :
- Antoine de Raffin, seigneur de Puycalvary, qui est le plus connu[4], dit Pothon, chevalier, seigneur de Puycalvary, Azay-le-Rideau, Quissac, gentilhomme de la chambre du roi, dont on a conservé le récit de son entrée dans la ville d'Agen, le 15 décembre 1520, comme sénéchal d'Agenais. Son fils, François de Raffin, a été nommé sénéchal d'Agenais en 1553[5]. Il a alors été mêlé aux affaires de religion dans l'Agenais. De son mariage avec Nicole Le Roy est née une fille, Antoinette, dame de Puycalvary, qui a amené par son mariage avec Guy de Lusignan de Saint-Gelais, la seigneurie de Puycalvary à cette famille. Il s'est marié en 1510 à Jeanne de La Lande, fille de Gaston de Lalande, seigneur de Tastes, et de Marie d'Escodéca de Boisse, dont il a eu François de Raffin, seigneur de Puycalvary, qui a été sénéchal d'Agenais. Il est mort en 1572.
- Armand II Arnaud (vers 1490-avant 1558), seigneur de Perricard, marié à Françoise de Salles,
- Geoffroy, écuyer d'écurie du roi François Ier.

D'un second lit est né un cinquième fils de Pierre de Raffin est né Armand de Raffin, marié en 1477 avec Florette de la Tour, sœur cadette de Jeanne de La Tour.
Armand II Arnaud de Raffin, seigneur de Perricard et d'Hauterive, a épousé le 4 août 1511 Françoise de Salles, l'héritière de Guillaume de Salles, seigneur de La Pile en Quercy, dont il a eu plusieurs enfants, dont Antoine de Raffin, né vers 1515, seigneur de Perricard. C'est lui dont le nom apparaissait sur une pierre du château, aujourd'hui disparue, avec la date de 1565. Armand II Arnaud de Raffin a épousé en 1520, en secondes noces, Marguerite de Trémoilhes, dont il a eu Arnaud de Raffin, seigneur d'Hauterive, marié avec N. de Valens, fille de François de Valens, seigneur d'Ayguesvives.
Antoine de Raffin, seigneur de Perricard, a épousé l'héritière d'Ossel, dame de Lafontade, dont il eut Philippe de Raffin, seigneur de Perricard, Pothon, chevalier, seigneur de Lafontade, et Raymonde, mariée à Pierre de Faudoas, seigneur de Cabanac.
Philippe de Raffin, seigneur de Perricard, avait un caractère assez difficile, faisant de nombreux procès. De son mariage, le 24 juin 1570, avec Quitterie de Grossolles de Flammarens sont nés quatre enfants, dont Jean de Raffin, seigneur de Perricard. Celui-ci a épousé le 4 juillet 1597 Anne de Bezolles, fille de Jean de Bezolles, seigneur de Bezolles, Beaumont, Caderoue, etc., et de Paule de Narbonne. Un an après le mariage, Jean de Raffin est tué au cours d'un duel, le 2 octobre 1598. Le fils qui était né, Paul-Philippe, meurt huit mois plus tard, faisant d'Anne de Bezolles l'héritière de leurs biens. Anne de Bezolles fit donc un procès à ses beaux-parents pour obtenir le paiement de ce qu'ils lui devaient. La Cour présidiale d'Agen lui a donné raison. Elle fit donc saisir en 1600 le château de Perricard pour obtenir ce qui lui était dû. Philippe de Raffin protesta mais la Cour d'Agen le débouta. Le château de Perricard est mis en vente, acheté par Anne de Bezolles et un arrêt du parlement de Bordeaux la mis en pleine possession de la seigneurie et du château de Perricard le 22 janvier 1603. Son beau-père refusant de lui remettre le château, elle a dû à plusieurs reprises s'adresser aux autorités royales pour faire exécuter l'arrêt du parlement de Bordeaux. C'est finalement le maréchal d'Ornano, gouverneur de la province qui a dû envoyer des archers pour faire ouvrir la porte du château. Ce n'est qu'en 1606 qu'Anne de Bezolles put prendre possession du château. Mais connaissant le caractère de son beau-père, elle décida plus prudent de se marier en secondes noces avec N. de Chayrieix, seigneur de Boisse. Cette décision s'est révélée juste car le 27 juin 1609, Philippe de Raffin et ses deux autres fils, Guy et François, s'emparèrent du château. Anne de Bezolles fit de nouveau appel au parlement. Les Raffin furent finalement expulsés violemment du château à la fin de juillet 1609. Anne de Bezolles fit des travaux dans le château pour le mettre dans le goût du temps.
Le second mari d'Anne de Bezolles étant mort, elle s'est remariée avec Jean du Lac, seigneur de La Pérède, vers 1611. Elle eut un fils, Mathieu Paul du Lac de La Pérède, qui a hérité du château de Perricard à la mort de son père. Au mariage de sa sœur, en 1630, il est qualifié de baron de Perricard. Il s'est marié peu après avec Anne du Maine, dont il eut une fille, Anne du Lac de La Parède. Cette dernière a épousé au château de Perricad, le 16 mars 1646, en présence d'Anne de Bezolles, ses parents étant décédés, messire Pons François de Salignac-Fénelon, fils de Pons de Salignac, comte de Fénelon, et d'Isabeau d'Esparbès de Lussan. Dans son testament fait en 1647, Anne de Bezolles a transmis ses biens à sa petite-fille. Monseigneur Claude Joli, évêque d'Agen, a visité le château 9 septembre 1667. François de Salignac, en accord avec sa femme, Anne du Lac de La Parède, a vendu peu après la seigneurie de Perricard à François de Bosredon, seigneur de Bajon.
François de Bosredon avait épousé Catherine de Bonnafous dont il eut une fille, Anne-Marguerite, qui s'est mariée avec messire François de la Goutte de La Pujade, seigneur de La Poujade, du Buscon, de la Duguie, second fils de Jean de la Goutte, comte de Cours, et de Paule de Bezolles, et lui a apporté la seigneurie de Perricard. La principale résidence de la famille de La Goutte de La Pujade était le château de Lapoujade, à Saint-Vite. Il a fait élever la seigneurie de Perricard au rang de marquisat. Après la mort de son frère aîné, Jean, le 2 octobre 1695, il a réuni tous les titres de sa famille. François de la Goutte était marquis de La Poujade, de la Roque-Bernard, vicomte de Cours, ... Les époux vivaient encore en 1720. De ce mariage sont nés trois enfants, Henri, Jean-Armand et Françoise.
Henri de la Goutte, seigneur de La Poujade, marquis de Perricard, a épousé sa cousine, haute et puissante dame, Paule de la Goutte, fille unique de François de la Goutte et de Louise de Baratet. Il était mort en 1753 quand sa femme fait son testament en donnant tous ses biens à sa fille Louise de La Pujade, mariée par contrat du 13 juin 1739 à Charles Gratien comte de Montalembert, Monbeau, le Terrail et autres lieux. Il fit son testament en 1748 faisant de sa femme son héritière universelle. Ils avaient eu quatre enfants, Henri-Ignace, Charles, Jeanne et Marguerite.
Charles de Montalembert avait reçu la seigneurie de Perricard. par un acte passé le 27 novembre 1779, il a vendu la seigneurie à messire François de La Fabrie de la Sylvestrie pour la somme de 121 000 livres. Il a transmis ses biens après la Révolution à son fils Jean-François de La Fabrie de la Sylvestrie, chevalier de Saint-Louis et député du Lot-et-Garonne sous la Restauration. N'ayant pas eu d'enfants, il a transmis ses biens à son neveu, Louis-Jean-Marie-Henri de Neymet.
Le 7 avril 1837, Louis de Neymet a vendu le château de Perricard à François de Laffargue qui l'a partagé avec son fils. François de Laffargue a conservé pour lui la partie occidentale, c'est-à-dire la grosse tour et quelques salles avoisinantes. Son fils a reçu la partie orientale du château, avec la grande salle du premier étage, la cour intérieure, le portail et les écuries qui correspondent à la partie la plus ancienne du château.
François de Laffargue a cédé à son gendre sa partie du château. Son fils a vendu en 1868 la partie orientale à Louis Moussac.

### Le château
Les documents permettant de suivre la construction du château sont quasiment inexistants.
Le plan général du château était un bâtiment quadrangulaire avec quatre corps de logis autour d'une cour intérieure flanqué de tours.
La construction a probablement commencé à la fin du XVe siècle ou au début du XVIe siècle par Armand Ier de Raffin. La tour rectangulaire sud-est est la partie la plus ancienne et devait faire partie d'une maison-forte médiévale.
Une inscription, aujourd'hui disparue, donnait la date de 1565, et attribuait la fin de la construction du château à Antoine de Raffin, en particulier la réalisation de la grosse tour sud-ouest et le riche décor visible autour des fenêtres - bâtons écotés, rosaces, fleurs de lys, etc - et de la porte principale. C'est une probablement une réalisation d'un atelier cadurcien.
Anne de Bezolles a fait construire dans l'aile orientale la chapelle du château, vers 1610. Une description a été faite dans le rapport de visite fait après le passage de l'évêque d'Agen Claude Joli, en 1667.
Après l'achat du château par François de Laffargue, il est transformé en exploitation agricole et divisé en deux propriétés. L'aile est, agrandie, est convertie en grange-étable en 1861. L'aile ouest est en partie ruinée. Elle a été dotée d'une nouvelle façade au cours de la seconde moitié du XIXe siècle pour permettre sa transformation en ferme. L'aile sud est la mieux conservée avec la grande cuisine, des chambres à l'étage dont une avec un plafond peint et deux cheminées monumentales.
Le château de Perricard a été inscrit monument historique le 22 février 1927,.

## Galerie

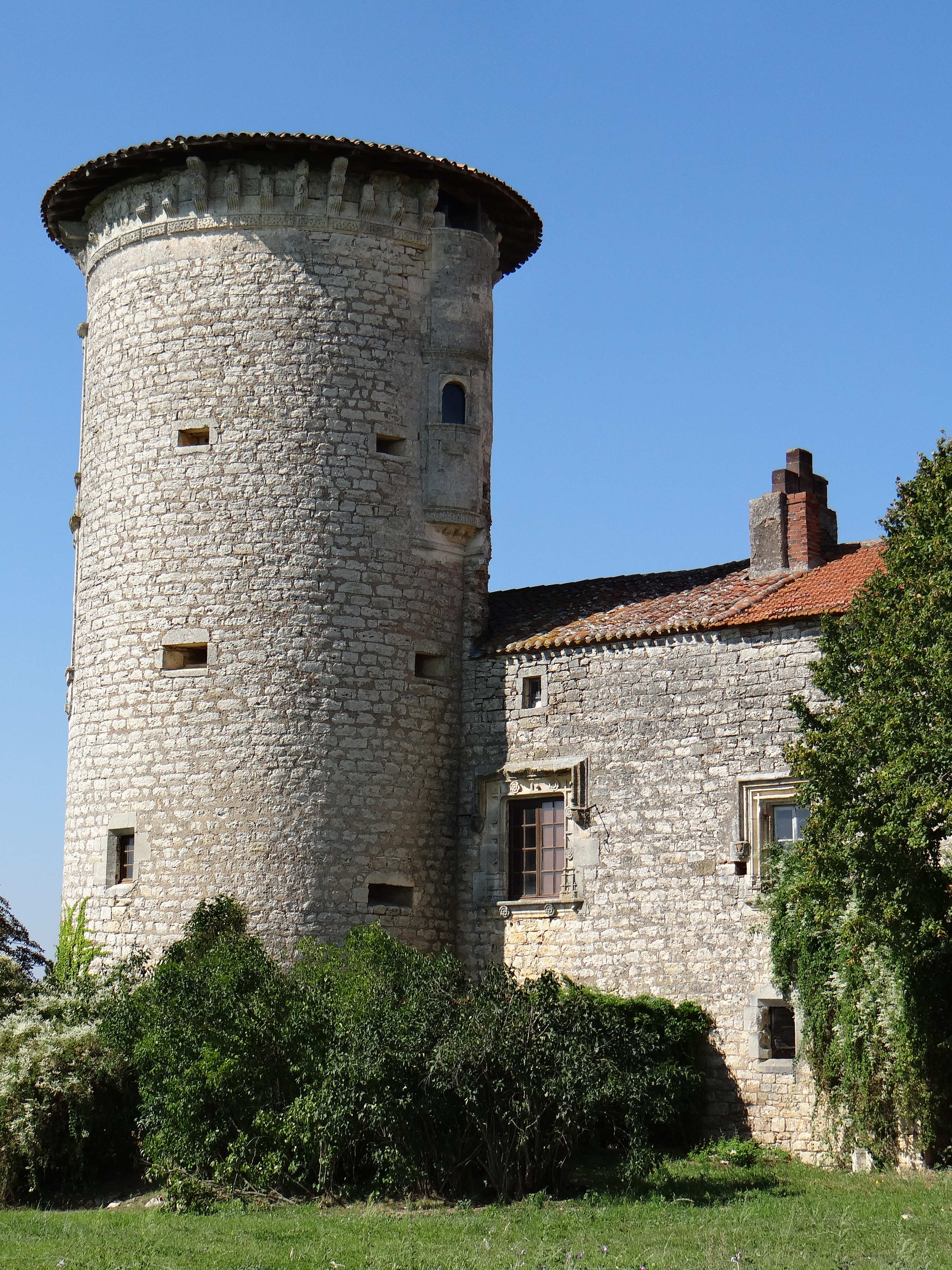
La tour ouest
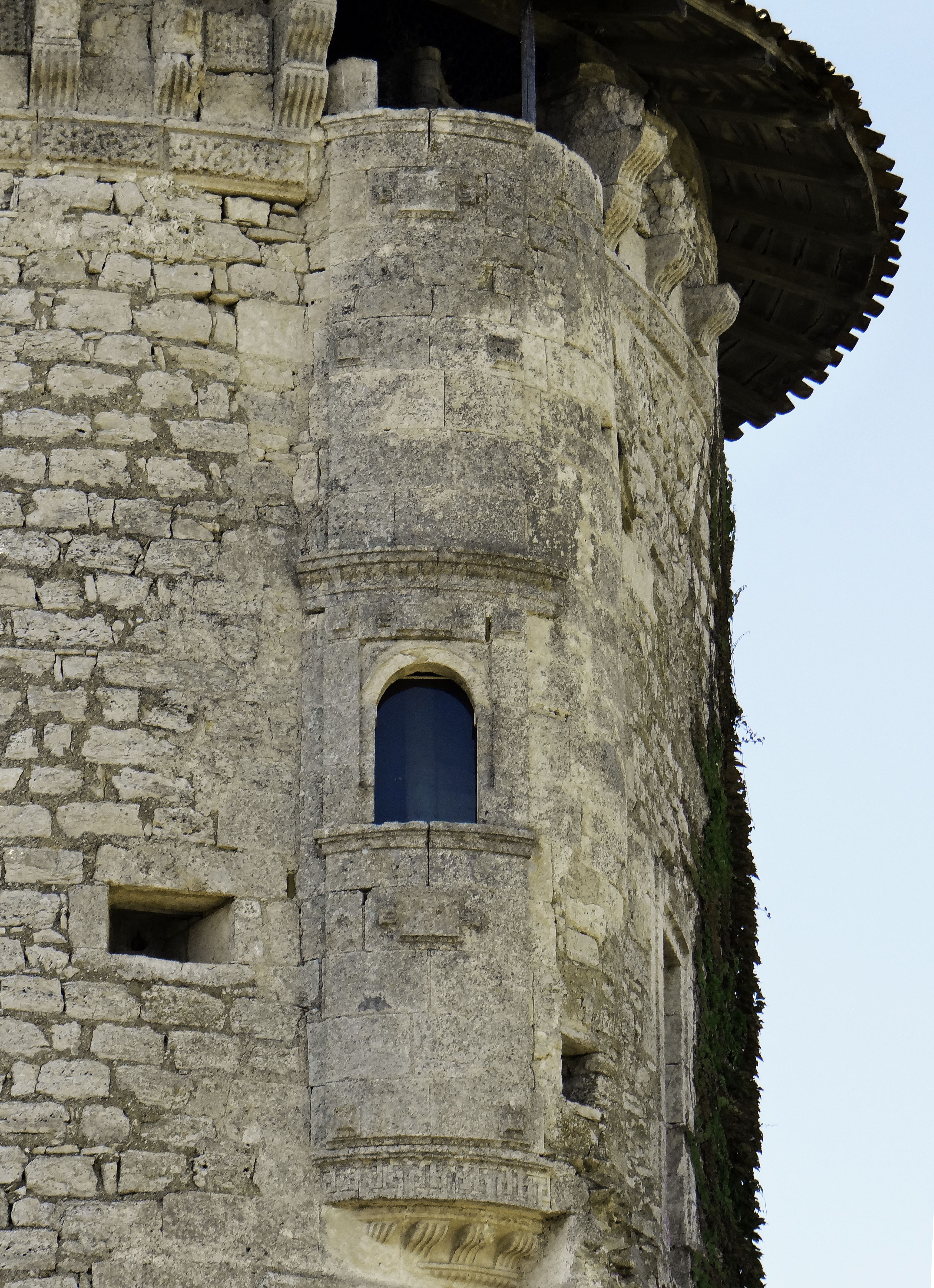
Tourelle aménagée dans la tour ouest
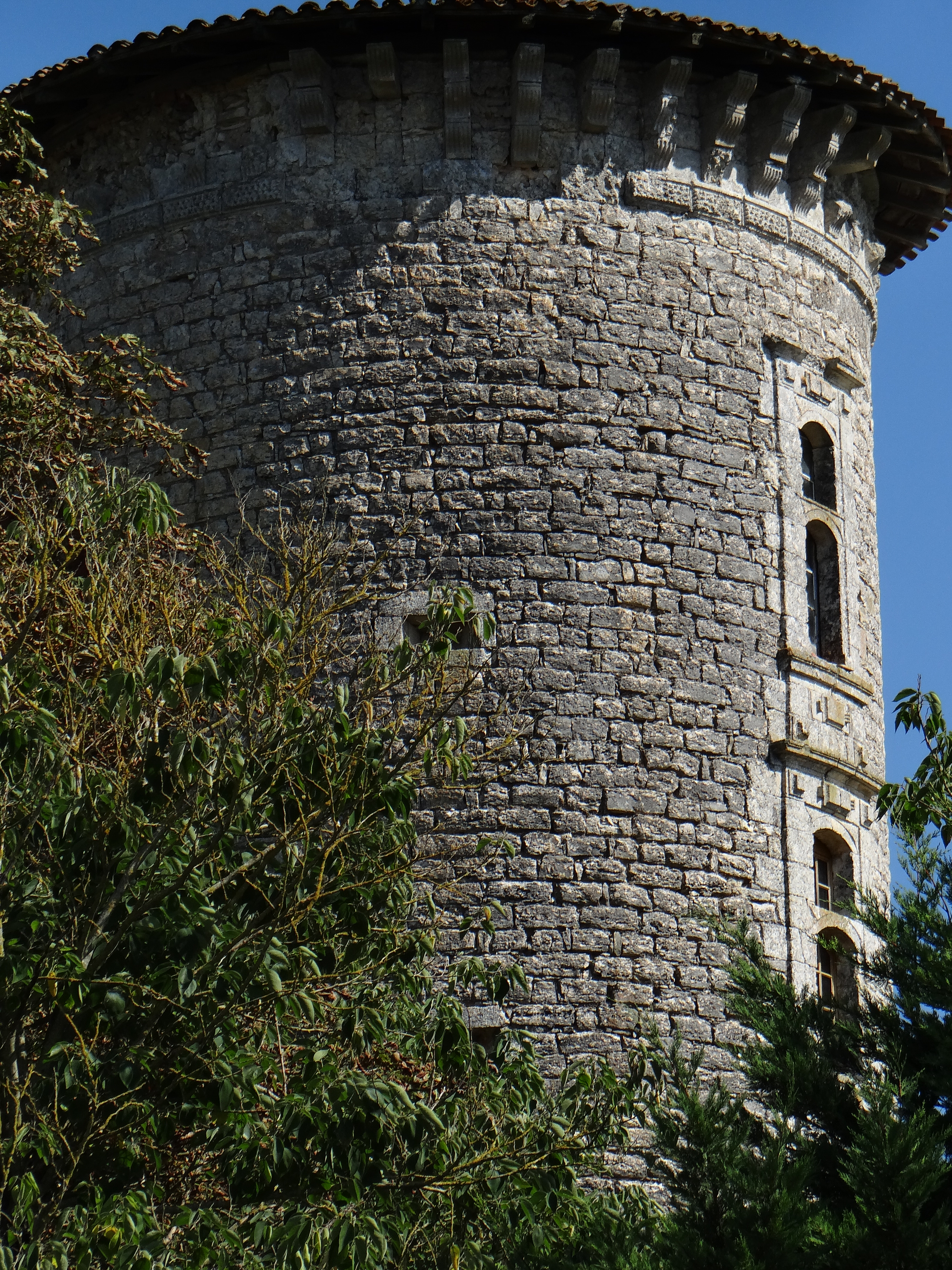
Tour ouest : fenêtres Renaissance
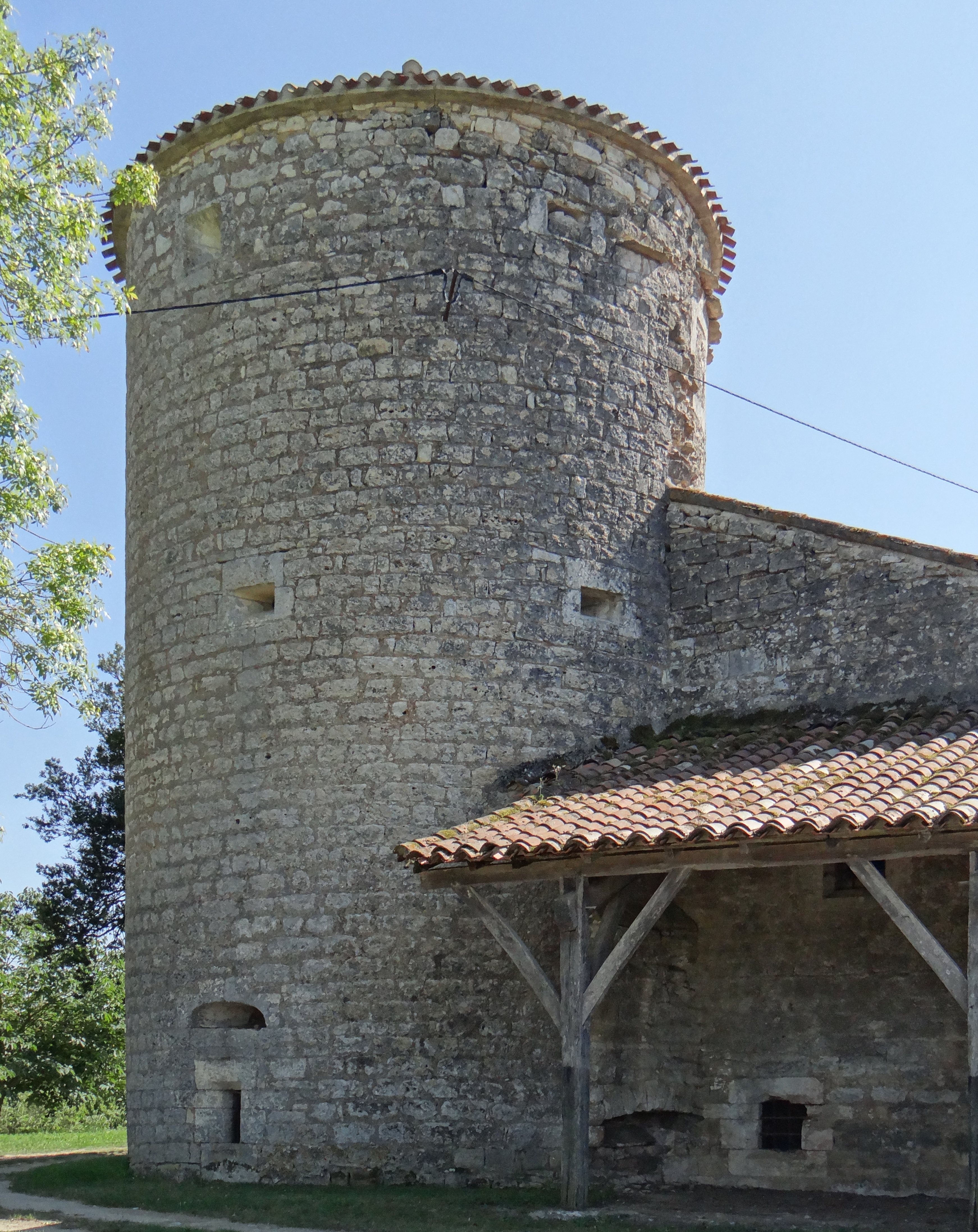
Tour nord-est
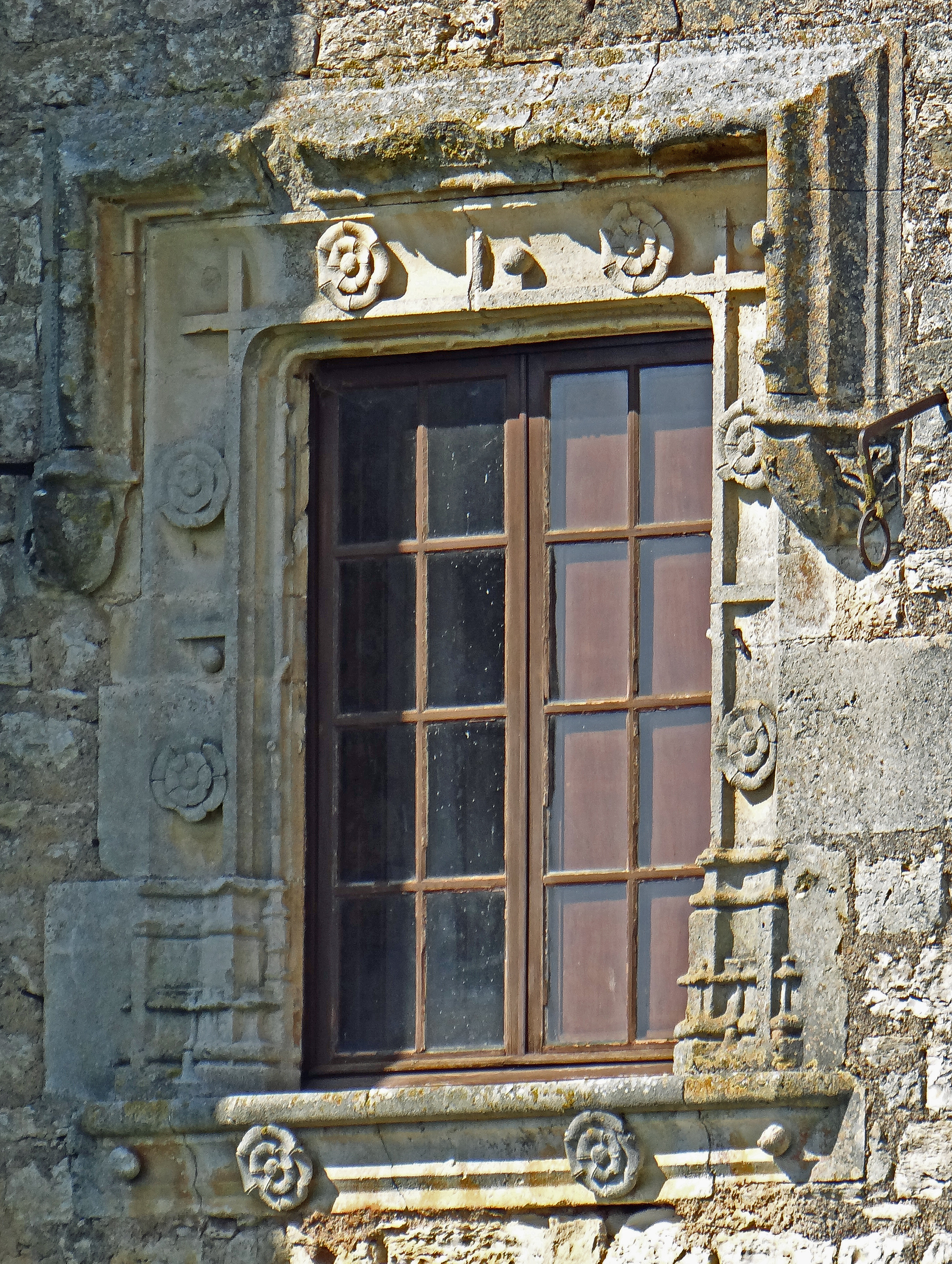
Corps de logis sud : une fenêtre
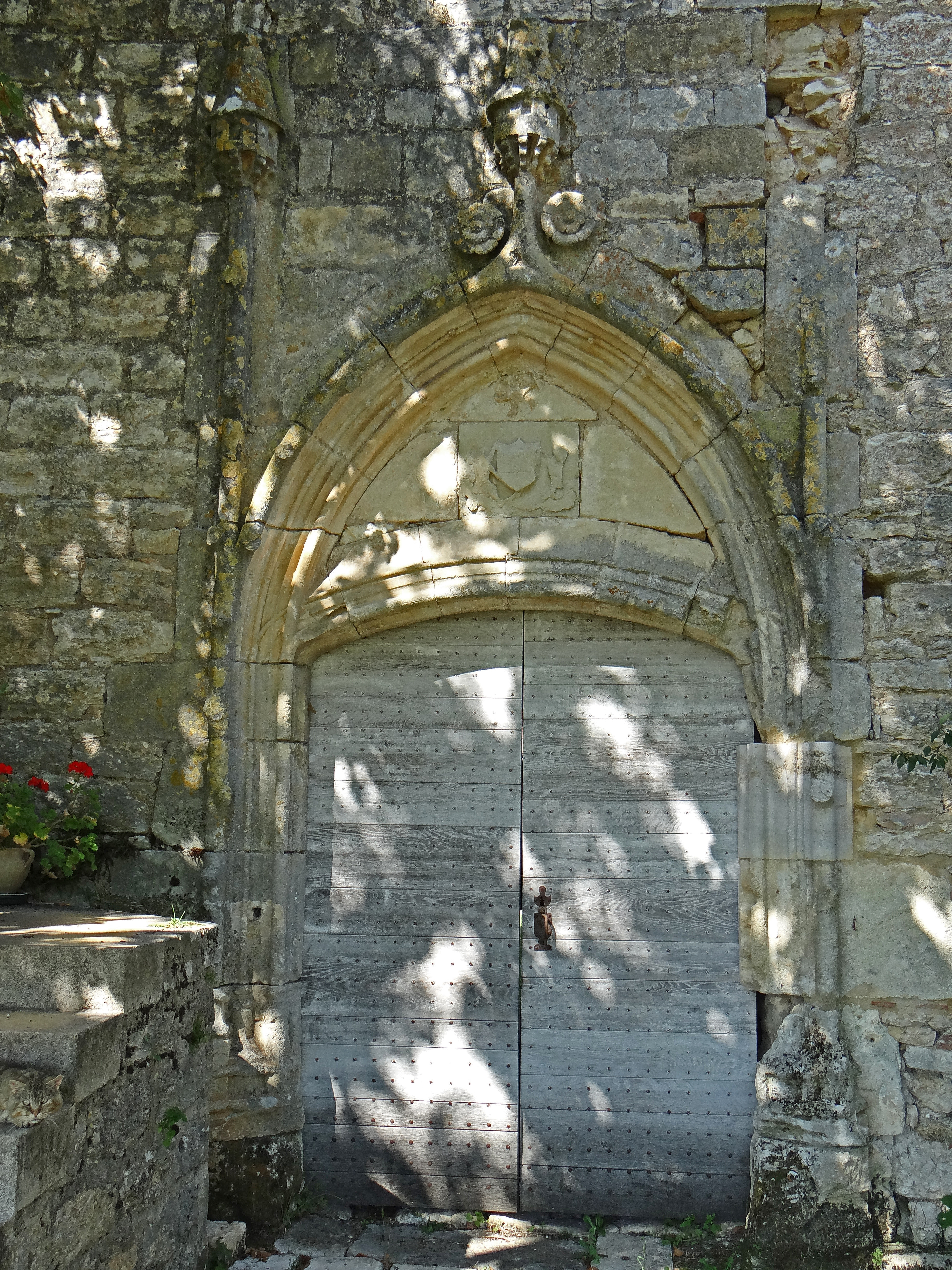
Corps de logis sud : porte
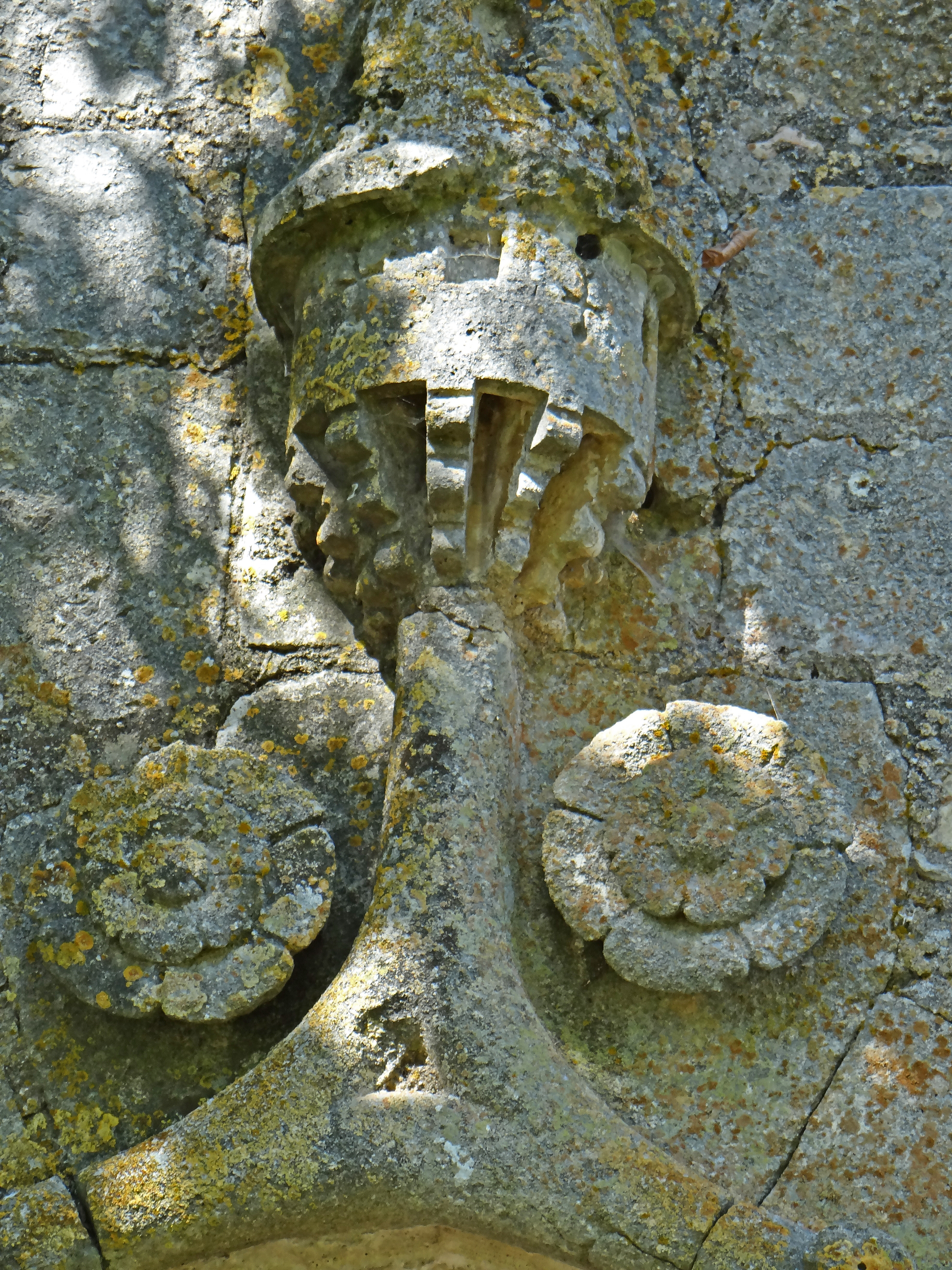
Corps de logis sud : porte, détail